# Ursus City Smile 10E
AMZ City Smile CS10E az AMZ City Smile sorozatból származó, elsősorban városi tömegközlekedésre szánt akkumulátoros elektromos alacsonypadlós maximidi busztípus, amelyet 2012-től 2015-ig a lengyel AMZ-Kutno cég gyártott Kutnóban, 2015 óta pedig a lublini Ursus Bus.

## Fordítás
Ez a szócikk részben vagy egészben  az   AMZ City Smile CS10E című lengyel Wikipédia-szócikk ezen változatának fordításán alapul.  Az eredeti cikk szerkesztőit annak laptörténete sorolja fel. Ez a jelzés csupán a megfogalmazás eredetét és a szerzői jogokat jelzi, nem szolgál a cikkben szereplő információk forrásmegjelöléseként.